# Mistrovství světa v zápasu ve volném stylu 1974
Mistrovství světa v zápasu ve volném stylu 1974 se uskutečnilo v Istanbulu, Turecko .

## Přehled medailí

### Volný styl
| Kategorie | Zlato                | Stříbro                | Bronz                 |
| --------- | -------------------- | ---------------------- | --------------------- |
| 48 kg     | Chasan Isajev        | Rafig Hadžijev         | Gordon Bertie         |
| 52 kg     | Júdži Takada         | Ali Rıza Alan          | Roman Dmitrijev       |
| 57 kg     | Vladimir Jumin       | Ramezan Kheder         | Hans-Dieter Brüchert  |
| 62 kg     | Dzevegín Ojdov       | Dončo Žekov            | Vehbi Akdağ           |
| 68 kg     | Nasrulla Nasrullajev | Jasaburó Sugawara      | Cedendambyn Nacagdorj |
| 74 kg     | Ruslan Ašuralijev    | Jančo Pavlov           | Victor Zilberman      |
| 82 kg     | Viktor Novožilov     | Mehmet Uzun            | Vasile Iorga          |
| 90 kg     | Levan Tedyjašvili    | Ismail Abilov          | Mehmet Güçlü          |
| 100 kg    | Vladimir Guljutkin   | Chorloogijn Bajanmönch | Harald Büttner        |
| +100 kg   | Ladislau Şimon       | Soslan Andijev         | Bojan Boev            |

## Týmové hodnocení
| Pořadí | Muži volný styl | Muži volný styl |
| Pořadí | Tým             | Body            |
| ------ | --------------- | --------------- |
| 1      | Sovětský svaz   | 52              |
| 2      | Bulharsko       | 30              |
| 3      | Turecko         | 25              |
| 4      | Mongolsko       | 18              |
| 5      | Japonsko        | 17.5            |
| 6      | Rumunsko        | 14              |